# Coleen Sommer
Coleen Sommer (née Rienstra le 6 juin 1960 à Los Angeles) est une athlète américaine, spécialiste du saut en hauteur. 

## Biographie
Elle établit les meilleurs sauts de sa carrière lors de la saison 1982 en réalisant 2,00 m en salle et 1,98 m en plein air.
En 1983, elle remporte la médaille d'or des Jeux panaméricains et se classe par ailleurs quatrième des championnats du monde d'Helsinki. Septième de la coupe du monde des nations de 1985, elle conserve son titre durant les Jeux panaméricains de 1987. Finaliste (11e) des championnats du monde de 1987, elle participe aux Jeux olympiques de 1988, à Séoul, où elle s'incline dès les qualifications.

### Palmarès
| Date | Compétition                | Lieu         | Résultat | Marque |
| ---- | -------------------------- | ------------ | -------- | ------ |
| 1983 | Jeux panaméricains         | Caracas      | 1re      | 1,91 m |
| 1983 | Championnats du monde      | Helsinki     | 4e       | 1,95 m |
| 1985 | Coupe du monde des nations | Canberra     | 7e       | 1,80 m |
| 1987 | Jeux panaméricains         | Indianapolis | 1re      | 1,96 m |
| 1987 | Championnats du monde      | Rome         | 11e      | 1,93 m |

### Records
| Épreuve         | Épreuve   | Performance | Lieu   | Date            |
| --------------- | --------- | ----------- | ------ | --------------- |
| Saut en hauteur | Plein air | 1,98 m      | Durham | 26 juin 1982    |
| Saut en hauteur | Salle     | 2,00 m      | Ottawa | 13 février 1982 |